# История нижегородского трамвая

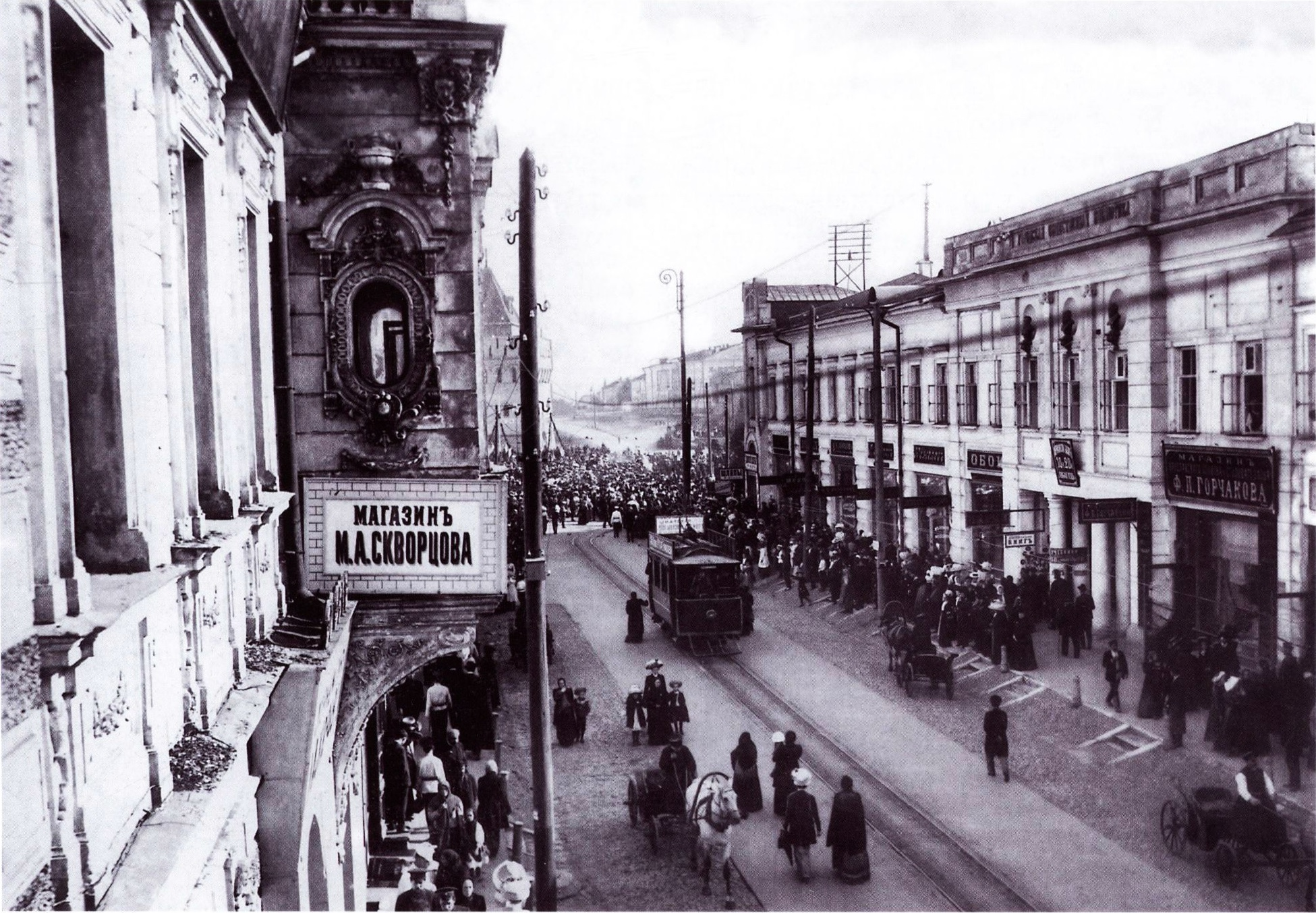
Трамвай Путиловского завода и извозчики на Большой Покровской улице

История нижегородского трамвая начинается с 1896 года, когда на Нижегородской ярмарке проходила Всероссийская выставка. Трамвайное сообщение в Нижнем Новгороде было открыто одним из первых в Российской империи: первые электрические трамваи в Российской империи были запущены в Киеве в 1892 году, а на территории современной России в 1895 году в Кёнигсберге, ныне Калининграде.

## Открытие

Схема линий в 1896 году

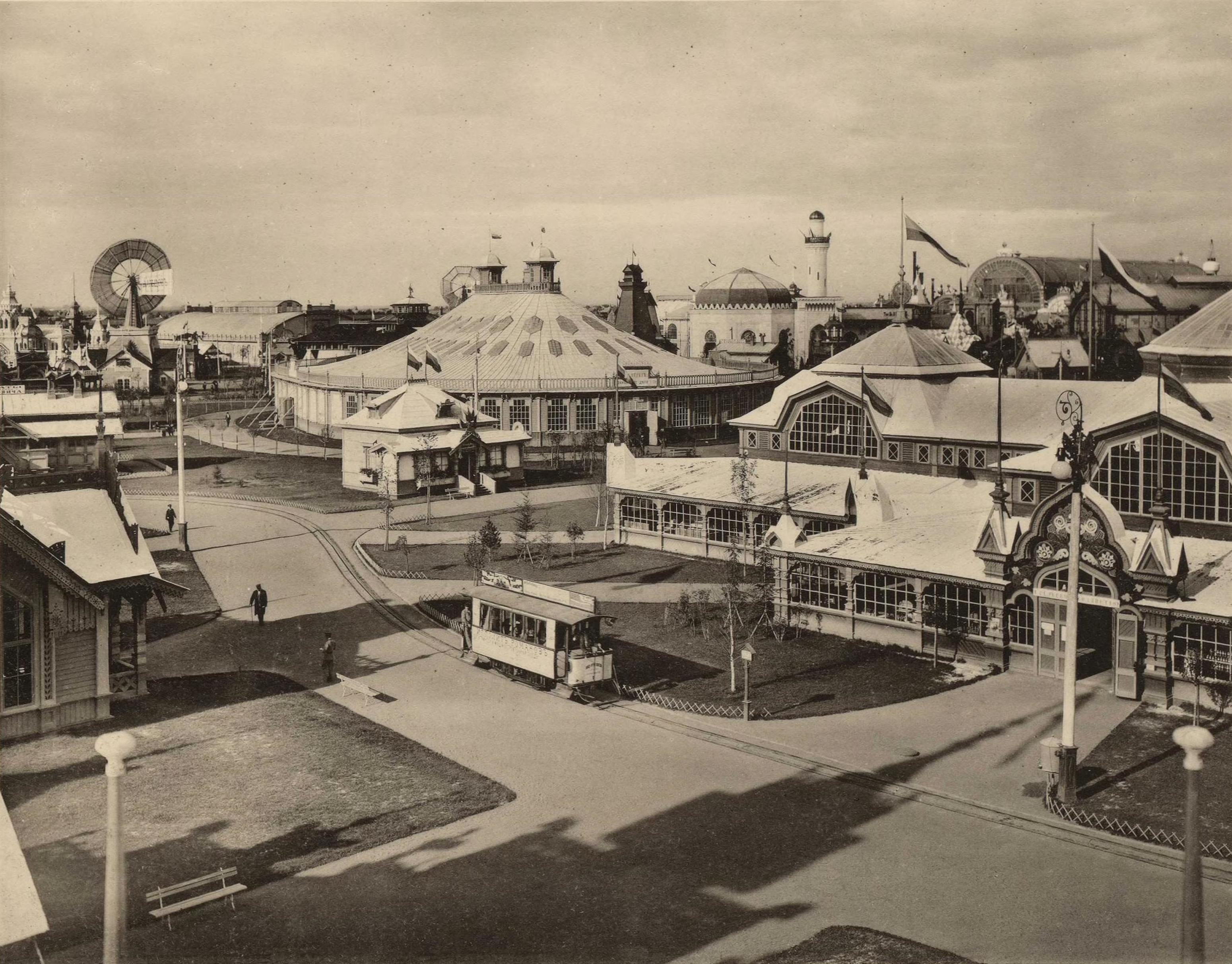
Трамвай возле Овального павильона на Всероссийской выставке. 1896 год.

Начало трамвайного движения в Нижнем Новгороде было приурочено к открытию Всероссийской художественной и торгово-промышленной выставки 1896 года и необычно тем, что в первом году было открыто четыре разных трамвайных системы трёх разных владельцев, причём на линиях разных владельцев применялась разная ширина колеи.
8 (20) мая было открыто движение по однопутной Кунавинской линии длиной 4,3 км колеи 1524 мм немецкой компании «Сименс и Гальске». Линия шла от главного входа выставки по территории Кунавина мимо железнодорожного вокзала, через ярмарку до плашкоутного моста.
9 (21) июня открылась линия колеи 750 мм, проходившая односторонним кольцом протяжённости 3,7 км по территории самой Выставки (нынешняя территория парка им. 1 Мая), принадлежащая «Товариществу для эксплуатации электричества М. М. Подобедова и Ко», уже имевшему опыт эксплуатации ледового трамвая в Санкт-Петербурге. Линия имела нижний токосъём, а в вагонном парке имелся специальный салон-вагон для августейшей фамилии.
В тот же день открылись две линии фирмы Р. К. фон Гартмана, которые имели колею 1000 мм и располагались в самом городе. Обе линии были однопутными, с разъездами. Верхняя линия протяжённостью 3,7 км шла из Кремля по Большой и Малой Покровским улицам, по Похвалинской улице к Смирновскому саду. Нижняя линия протяжённостью 1,4 км шла от Скобы по Рождественской улице до площади у плашкоутного моста. Концы двух линий несколькими днями позже соединились элеваторами (Кремль со Скобой — Кремлёвским, площадь у моста со Смирновским садом — Похвалинским).

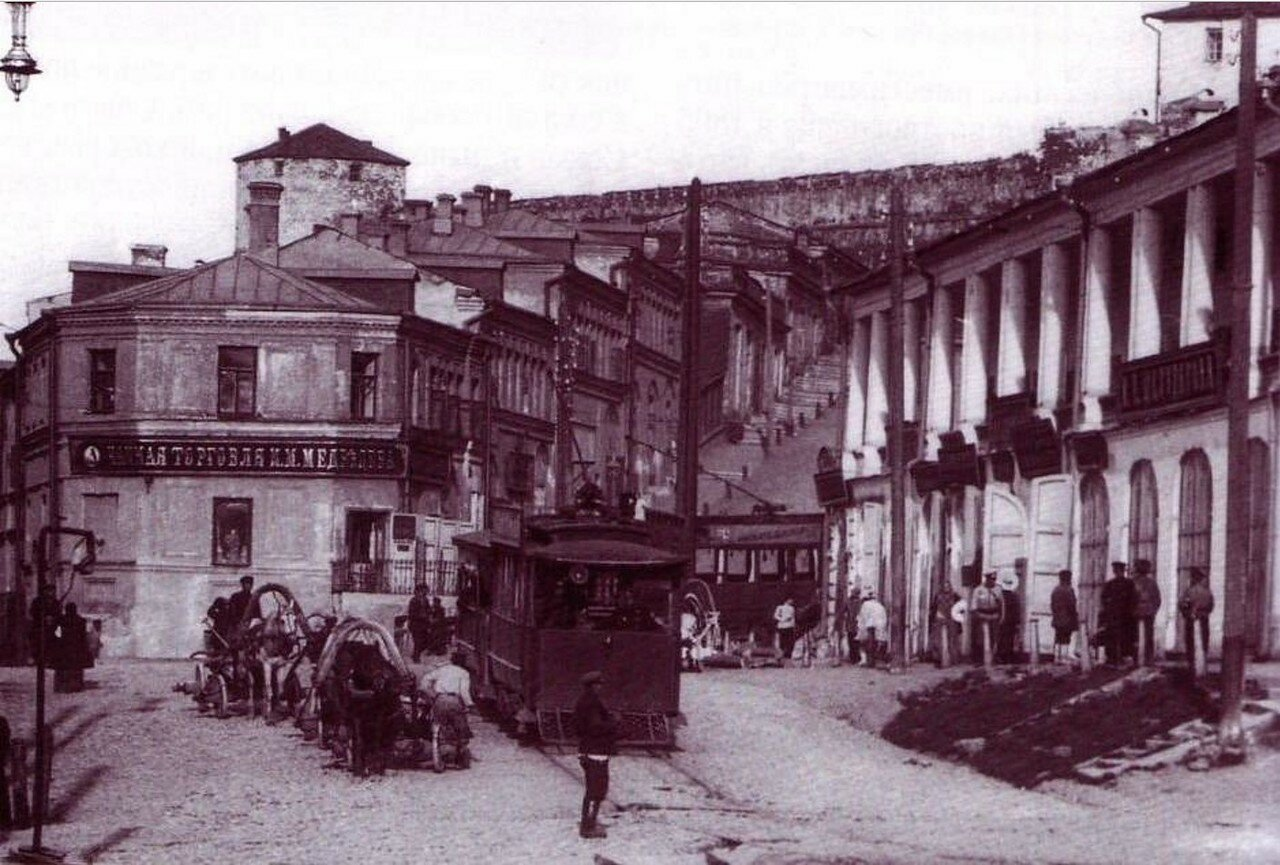
Фонарный трамвай Путиловского завода на остановке «Скоба»

С 16 (28) июня трамваи Кунавинской линии пошли по плашкоутному мосту на правый берег Оки к Похвалинскому элеватору. Первоначально линия продолжалась по набережной до Софроновской площади, дублируя нижнюю линию Гартмана, однако впоследствии власти города предписали «избыточный» участок линии демонтировать.
Оплата проезда в трамвае изначально была разной на разных линиях. Поездка по сименсовской линии обходилась в 10 копеек, на подобедовской — 5 копеек (позже 19 часов — 10 копеек). На гартмановских трамваях и фуникулёрах было установлено разделение на классы (салон вагона делился перегородкой на две части): поездка в первом классе стоила 5 копеек, во втором — 3 копейки; действовали льготы для учащихся, которые платили 3 копейки в первом классе, а во втором могли ехать бесплатно. Кроме того, права бесплатного проезда на определённых условиях получали полицейские и почтовые служащие. Были установлены и запреты на пользование трамваем для некоторых категорий людей.
Подобедовская и сименсовская линии задумывались как временное предприятие, своего рода экспонат Выставки, и были закрыты с её завершением. Однако сименсовская линия была выкуплена фирмой Гартмана и движение на ней было восстановлено до вокзала (с некоторым изменением трассы по Ярмарке). Правда, из-за отсутствия постоянной связи между берегами Оки связь между Кунавиным и Нижним Новгородом прерывалась при каждом ледоходе и ледоставе, порой очень надолго.

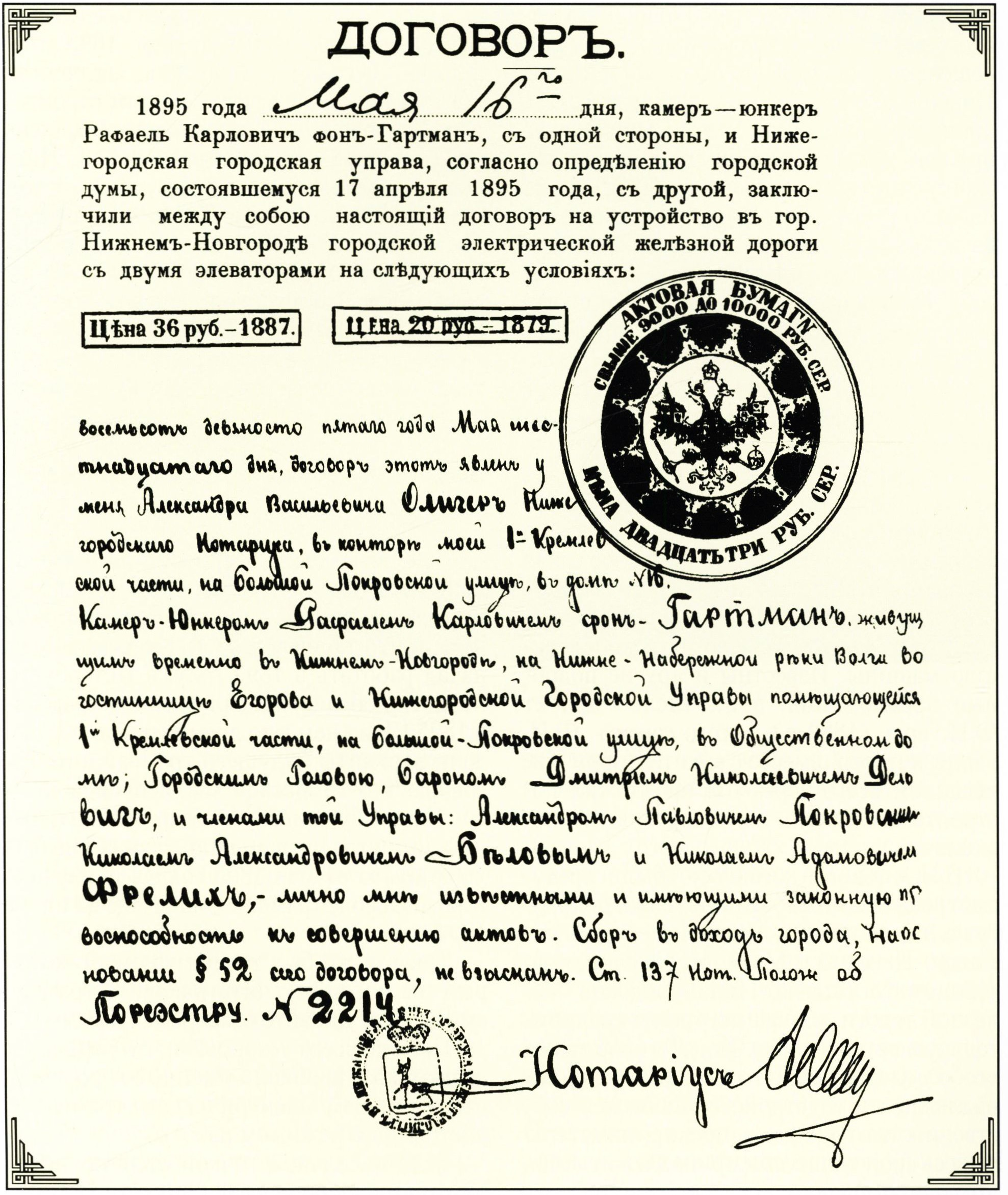
Фрагмент текста «Основного трамвайного договора»

Отношения города и фирмы Гартмана регулировались заключённым в мае 1895 года «Основным трамвайным договором», согласно которому город считался формальным собственником всех линий, а фирма Гартмана получала право аренды (концессию) на 35 лет. Однако уже в 1897 году фон Гартман продаёт права концессии «Русскому обществу электрических дорог и электрического освещения», которое становится монополистом в трамвайном деле до 1908 года.

## Годы деятельности «Русского общества электрических дорог и электрического освещения»

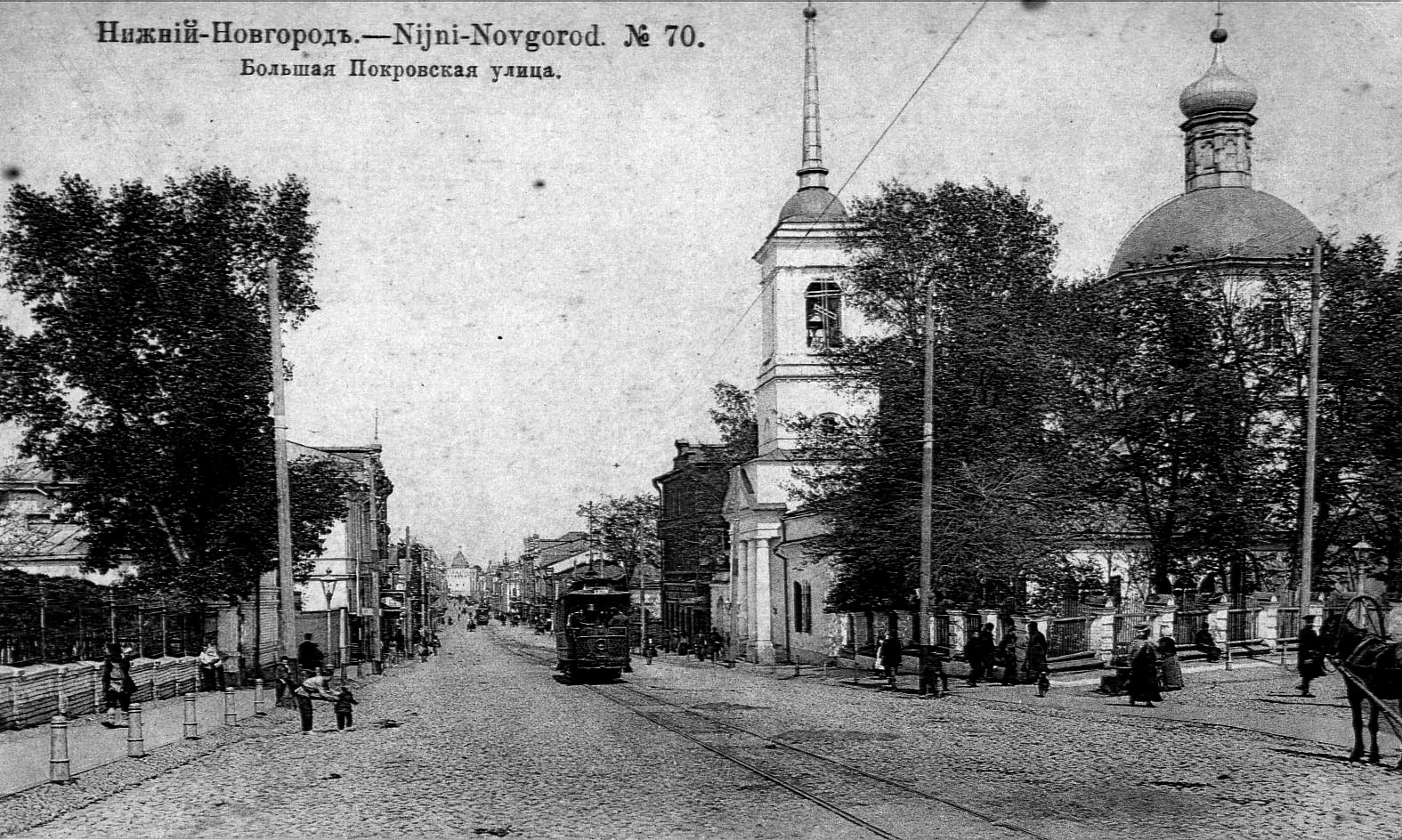
Трамвай на Большой Покровской улице, 1913 год, фото Максима Дмитриева

В 1901 году были построены новые линии: к Крестовоздвиженскому монастырю через Новую площадь, по Полевой и Большой Ямской улицам (ныне это, соответственно, площадь Горького, улицы Горького и Ильинская); к Острожной площади (ныне площадь Свободы) через Новую площадь по Полевой улице, кроме того, пути с Похвалинской улицы были частично перенесены на Телячью (ныне улицу Гоголя). Верхняя сеть таким образом достигла суммарной длины 7 км и теперь уже включала две линии, Кремлёвско-Монастырскую и Похвалинско-Острожную.
В том же году был заключён «Дополнительный трамвайный договор», по которому часть сборов стала поступать в городскую казну, были упорядочены вопросы открытия новых линий. Изменялись правила оплаты проезда: вместо разделения по классам была введена разница в тарифе по сезонам, а система льгот для учащихся была изменена. Теперь среди учащихся города распространялось 150 бесплатных проездных билетов (просьбы об их предоставлении рассматривались управой), а остальные учащиеся, жившие в Канавине, а учившиеся в Нижнем Новгороде, получали половинную скидку на проезд по Канавинской линии. Пересадка между двумя верхними линиями была бесплатна.
Режим работы трамвая был установлен в летнее время (июнь—сентябрь) с 7 до 22 часов, в остальное — с 8 до 20 часов (кроме больших праздников, когда движение открывалось в 11 часов, и предпраздничных дней, когда движение закрывалось в 18 часов). Во время ярмарки трамваи ходили дольше, и, так как сменности работы персонала не было, вожатые и кондукторы работали порой до 16 часов в сутки.
Тяжёлые условия труда и жизни трамвайщиков (физически тяжёлая и долгая работа на открытых всем ветрах площадках трамваев, отсутствие условий для обеда и межрейсового отдыха, скверное общежитие, жёсткая система штрафов, частые несчастные случаи и болезни) обусловили то, что в революционном 1905 году были проведены две забастовки, причём за длительное прекращение движения город жёстко наказал компанию. Правда, никаких уступок работникам в итоге не было сделано.
Объёмы перевозок росли (хотя и с отдельными спадами), и в 1909 году достигли величины в 7,5 миллионов пассажиров.
В 1906 году насущным стал вопрос о расширении сети линий трамвая. Специальная думская комиссия разработала схему, по которой новые линии должны были пройти от Благовещенской площади по трём новым направлениям (по Большой Печёрской, Варварской и Ковалихинской улицам), а кроме того в Канавине должна была быть восстановлена линия к Выставочному посёлку. Более того, предлагалось сооружение трамвайного тоннеля от Ковалихи к Фабричной слободе (близ нынешнего Парка Победы). Однако отношения с «Русским обществом электрических дорог и электрического освещения» были уже подпорчены. В итоге город сам построил в 1908 году только одну линию по Тихоновской и Малой Печёрской улицам (ныне улицы Ульянова и Пискунова, соответственно) и далее по Большой Печёрской улице до Троицкой площади (сейчас на этом месте Лингвистический университет). Да и та стала лишь конной — и это в то время, как другие города Империи избавлялись от конки в пользу электрического трамвая. Качество пути было низким, и сходы вагонов с линии на этой конке были очень частым делом.
В 1910 году Общество переустроило Рождественскую линию, перешив её на широкую колею и объединив с Канавинской линией. Теперь (при наличии переправы) появилась возможность сквозного движения от Скобы до железнодорожного вокзала через Ярмарку.
Согласно Основному трамвайному договору 1895 года город получал право выкупа трамвайного предприятия через 18 лет после начала работы, то есть, в 1914 году. По мере приближения этого срока городские власти всё более утверждались в намерении так и поступить: во-первых, трамвай был высокоприбылен, а во-вторых, предприятие эксплуатировало трамвай «на износ», отчего состояние техники и путей постоянно ухудшалось. Решение о выкупе трамвая было окончательно принято в 1913 году, а в следующем году город, после ряда экспертиз и судебных тяжб выкупил трамвай за 1,2 млн рублей, а права концессии на заречный трамвай — за 200 тыс. рублей. Для этих целей был выпущен специальный заём сроком на 49 лет.

## Революция, гражданская война и прекращение движения

Схема линий в 1917 году

Согласно договору о выкупе «Русское общество» продолжало обслуживать заречный трамвай до того, как передача концессии была бы утверждена правительством, за что город платил компании 1500 рублей в месяц. Однако из-за неурегулированности отношений с Ярмаркой, по территории которой проходила часть линии, возникла запутанная ситуация, на выяснение которой ушёл весь 1915 и половина 1916 года, причём вовлечены были управа, «Русское общество», Ярмарка, губернатор и несколько министерств. В итоге права на заречный трамвай отошли к Ярмарке, а обслуживание Рождественско-Канавинской линии стало выполняться городом совместно с Ярмаркой.
Между тем, шла Первая мировая война, и нагрузка на трамвай возросла за счёт беженцев и военных. Повышение тарифов на муниципальном трамвае позволило увеличить выплаты персоналу, но техническое состояние трамвая не улучшалось. Раздавались уже и голоса, сожалевшие о муниципализации трамвая.
Несмотря на войну, в 1915 году вновь был поднят вопрос развития трамвая. Разработан был план, предусматривавший преобразование всех линий в двухпутные и строительство множества новых линий, в том числе на Мызу и в Сормово. Но этим планам суждено было реализоваться лишь через полтора десятка лет, да и то не в полной мере. Из-за трудностей военного времени — нехватки материалов, кадров и угля для электростанций — трамвай приходил в упадок.
Революция и Гражданская война привели к хозяйственной разрухе, довершившей упадок нижегородского трамвая, и 1 мая 1919 года работа его была прекращена.

## Восстановление трамвайного движения
В 1922 году, после завершения Гражданской войны, стало восстанавливаться производство на нижегородских заводах, после перерыва начался ремонт и восстановление элементов городского хозяйства. В 1923 году вновь открылась Нижегородская ярмарка.
Встал вопрос и о восстановлении трамвайного движения. Из-за большого объёма работ (ввиду большого износа трамвайного хозяйства) вначале предполагалось провести переговоры с иностранными концессионерами (при этом одновременно рассматривался и вопрос постройки постоянного моста через Оку).
Тем не менее, восстановили движение собственными силами. 3 августа 1923 года было открыто движение вагонов от железнодорожного вокзала через Ярмарку и плашкоутный мост до Кремлёвского элеватора.
Восстановление движения в Нагорной части предполагалось произвести с переходом на широкую колею и двухпутные линии. Линию конки предлагалось электрифицировать и включить в городскую сеть. Однако возник вопрос из-за свежеположенного асфальта на центральных улицах — жалко было им жертвовать. Из-за этого 8 октября было решено отвести линию трамвая от Кремля, проложив её по Осыпной улице (ныне улице Пискунова).
28 ноября было открыто движение по основной линии по Большой и Малой Печёрским, Осыпной и Большой Покровской улицам, Новобазарной площади, Полевой улице, Острожной площади и Острожной улице. Этот участок стал, как и планировалось, ширококолейным и преимущественно двухпутным. В качестве узкоколейного открылся старый участок от Похвалинского элеватора до угла Большой и Малой Покровской улиц, для этого у пяти вагонов Эрликон были оставлены узкоколейные тележки. Были пущены и элеваторы, хотя от верхней станции Кремлёвского элеватора до трамвая теперь идти было далеко.

## Формирование сети
16 ноября 1924 года была открыта линия по Зеленскому съезду от Скобы до Большой Покровской улицы, объединившая, наконец, верхнюю и нижнюю трамвайные сети. Кремлёвский элеватор проработал ещё до 1928 года, но в итоге был закрыт.
Началось и строительство линий к рабочим окраинам города. В 1924 году появилась «первая ласточка» — линия от Канавина к старому Сормовскому вокзалу (позднее — станции Сталинской, а сейчас это место известно как Сормовский поворот). В 1926 году к ней прибавились линии из Канавина через Ленгородок (район нынешнего ДК им. Ленина) в Молитовку и из Канавина до завода «Красная Этна».
Расширение сети линий и рост перевозок потребовали улучшения технической базы трамвая. В 1925 году для обслуживания парка вагонов открылся Кремпарк — Кремлёвский трамвайный парк, под который было приспособлено здание бывшего манежа; были открыты и мастерские трамвая на Большой Покровской улице. И всё-таки подвижной состав оставался «узким местом» трамвайного хозяйства, ведь продолжали использоваться всё те же вагоны, что и при открытии трамвая за 30 лет до того. Положение стало улучшаться, когда из Киева было получено несколько старых вагонов, а вскоре и стали поступать вагоны с Сормовского завода. Но 15 января 1926 года случилось несчастье: в пожаре сгорел Канавинский парк, а с ним — 16 вагонов трамвая. С 1929 года на базе мастерских трамвая было налажено строительство прицепных вагонов, а в 1930 году начались поставки трамваев типа Х с Мытищинского, Сормовского и Коломенского заводов. Другим сдерживающим фактором оставалось электроснабжение. Долгое время питание сетей трамвая производилось от старых Похвалинской подстанции и Канавинской электростанции, и только с 1931 года стали появляться новые подстанции.
Трамвайное хозяйство города до 1925 года управлялось непосредственно Губернским коммунальным отделом. В 1925 году было создано Управление трамвая и пароходства местного сообщения, преобразованное в 1926 году в Нижегородский коммунальный трест механического транспорта. Трамвай вместе с элеваторами и местным пароходством получил хозяйственную независимость. Трест механического транспорта просуществовал до 1934 года, когда из него было выделено Управление городского трамвая.
10 октября 1927 года завершено было городское кольцо трамвая. В 1928 году закрылось движение по узкоколейной линии от Похвалинского элеватора до Большой Покровской улицы и на Похвалинском элеваторе.
В 1929 году была открыта новая линия трамвая на Мызу вдоль Арзамасского шоссе (нынешнего проспекта Гагарина) с заездом к Сахарному долу, к 1933 году линия была сделана двухпутной. Линия эта была соединена с железной дорогой на станции Мыза и с 1931 года использовалась для доставки грузовых вагонов на расположенные вдоль неё предприятия, имевшие подъездные пути. Для подачи вагонов применялись электровозы.
В 1928 году, в связи с пуском на Сормовском направлении автобусов, построенный в 1924 году участок к Сормовскому вокзалу стал убыточным. Кроме того, началось сооружение путепровода в Канавине в связи с продлением железнодорожной линии в направлении Котельнича. Движение по участку было закрыто, но на следующий год открылось вновь. Рост промышленности в Сормове, которое к тому же вошло в 1929 году в состав города, привёл к быстрому росту потребности в перевозках. Поэтому к 1 мая 1931 года была построена и открыта однопутная линия из Канавина в Сормово через сёла Гордеевку и Бурнаковку, вдоль Сормовского шоссе мимо села Дарьино. В 1932 году эта линия получила развитие: был построен второй путь, а у станции Варя появилось ответвление на Баевку (нынешний район авиазавода «Сокол»).
В 1932 году начал работу Горьковский автомобильный завод. Для связи крупного предприятия с городом была построена и 1 апреля 1933 года открыта линия трамвая (изначально двухпутная) от улицы Октябрьской Революции по Автозаводскому шоссе (ныне проспект Ленина) до проходных Автозавода. Летом того же года была продлена параллельная линия от Молитовки к новым заводам «Двигатель революции» и Станкостроительному.
1 мая 1933 года получила окончательное разрешение проблема надёжного сообщения между окскими берегами. Трамвай прошёл по постоянному Канавинскому мосту. А к 7 ноября 1933 года непосредственно к мосту спустилась новая трамвайная линия от площади 1 мая по Прядильной улице и Похвалинскому съезду.
В 1934—1935 годах была взята пауза в расширении сети. Однако активно ремонтировались и реконструировались старые пути и сооружения, достраивались вторые пути, а также дополнительные пути на конечных, модернизировалась энергетика и связь. По мере роста вагонного парка организовывались дополнительные маршруты на существующей сети линий. Начато было строительство Вагоноремонтного завода, завершённое в 1940 году.
В 1936 году автозаводская линия была продлена до жилых кварталов Соцгорода по проспекту Кирова. В 1938 году от этой линии было построено ответвление до посёлка Малышево, продлённое в следующем году до Гнилиц.
В Нагорной части города в 1938 году был произведён перенос трамвайной линии с улицы Свердлова на улицы Добролюбова и Краснофлотскую.
В 1941 году началось сооружение новой линии вдоль Московского шоссе к посёлку Вторчермета. Начавшаяся Великая Отечественная война не позволила довести её до конца.
За 18 лет, прошедших от возрождения в городе трамвайного движения до начала войны, протяжённость линий и объёмы перевозок возросли в десятки раз. Именно в эти годы была заложена основа трамвайной сети города.

## Великая Отечественная война
С началом войны многие работники трамвая были призваны в армию или записывались в народное ополчение. Кроме того, значительная часть квалифицированных кадров была переведена на работу на оборонные заводы. До войны женщины на трамвае работали обычно кондукторами, теперь же в массовом порядке они стали осваивать профессии вожатых, диспетчеров, рабочих депо.
Все работы по развитию сети были свёрнуты, прекратилось пополнение подвижного состава. Вагоноремонтный завод и мастерские были отданы под выпуск оборонной продукции, а весь ремонт подвижного состава был возложен на депо; пришлось ограничиться только текущими ремонтами. Впрочем, в 1943 году Вагоноремонтный завод снова стал выполнять ремонты трамваев, не прекращая при этом выпуска военной продукции.
В остром дефиците стали материалы и электроэнергия. Особенно сложными были условия работы зимой: рабочие смены достигали 12 часов при том, что вагоны не отапливались. Работа трамвая серьёзно осложнялась бомбардировками, которым подвергались промышленные объекты Автозавода и Сормова, а заодно с ними — и трамвайные линии. После каждого такого налёта трамвайщикам приходилось прилагать огромные усилия для быстрого восстановления движения.
В годы войны резко возросла нагрузка на железнодорожную сеть страны. В Горьком не было железнодорожного моста через Оку, железные дороги на двух её берегах были связаны друг с другом только через Муром. Для разгрузки муромского моста было решено пропускать железнодорожные составы по путям трамвая через городской мост. Для этого пришлось провести большой объём путейских работ. Практика пропуска поездов по трамвайным путям поддерживалась с осени 1941 года до конца войны.
Трамвайное хозяйство работало в сложных условиях, «на износ» и, к 1946 году, оказалось на грани развала. В 1946—1947 годах положение продолжало осложняться.
С 1947 года были приняты меры по восстановлению трамвая. В июле 1948 года Вагоноремонтный завод был «возвращён» трамваю, сверх того для восстановления трамвайного хозяйства были привлечены силы многих городских предприятий. Вагоны, требовавшие капитального ремонта, наконец получили его, был налажен выпуск запчастей. Вагоноремонтный завод получил также централизованные заказы на продукцию для трамвая других городов РСФСР, что позволило удешевить продукцию и улучшить материальную базу трамвая. Были проведены субботники по реконструкции трамвайных путей. В том же году город стал получать подвижной состав: сначала это были построенные на ВРЗ прицепные вагоны М, потом вагоны из трамвайных хозяйств Куйбышева, Казани и Москвы, а в конце 1948 года поступила партия новых вагонов КТМ-1 и КТП-1.

## Послевоенное развитие
В июне 1947 года в городе открылось троллейбусное движение. Управление городского трамвая было переименовано в Трамвайно-троллейбусное управление (ТТУ). Трамвай и троллейбус с тех пор и по сей день имеют общее энергохозяйство.
Троллейбусное движение развивалось очень бурно, а вот строительство трамвайных линий на какое-то время замедлилось.
Развитие трамвая не остановилось, но пошло теперь по пути повышения качества перевозок. Происходило насыщение хозяйства новым подвижным составом (в частности, цельнометаллическими четырёхосными вагонами МТВ-82), улучшались условия труда трамвайщиков. Расширялись депо, проводилось усиление путей, организовывались новые производства, обновлялось оборудование энергетики, контактные сети. В результате возросли скорости движения, снизилось число неисправностей (сходов вагонов с путей, обрывов контактной сети). Были организованы новые маршруты трамвая на действующих линиях.
Для устройства в городе троллейбусного кольца были перенесены пути трамвая с Полевой улицы на улицу Белинского, переустроен узел на площади Лядова. Переустроены были также пути на Зеленском съезде. В 1954 году был построен второй путь линии к заводу «Двигатель Революции». Объём перевозок вновь достиг довоенного, при том, что часть пассажиров «забрал» троллейбус. А в 1956 году трамвайное предприятие впервые за послевоенные годы оказалось рентабельным и оставалось таким до 1963 года.
В 1955 году начался новый период роста трамвайной сети. Тогда была построена линия по проспекту Жданова в Автозаводском районе, получившая дальнейшее продление в 1957 году. В 1956 году было замкнуто Сормовское кольцо, был построен второй путь линии до Гнилиц, была переустроена и продлена Этновская линия до посёлка Гвоздильщик. В 1957 году была построена новая линия от улицы Белинского до Лапшихи, продолженная в последующие два года по улице Бекетова к Мызинской линии, проходившей тогда по Арзамасскому шоссе.
В 1954 году на Арзамасском шоссе появилась троллейбусная линия. В соответствии с воззрениями тех времён считалось, что троллейбус является более «прогрессивным» видом транспорта, нежели трамвай. При этом Арзамасское шоссе испытывало недостаток пропускной способности. Поэтому в 1959 году было принято решение о закрытии движения трамваев по Арзамасскому шоссе от площади Лядова до улицы Бекетова. В 1963 году была открыта линия по улице Нартова до Сахарного дола, заместившая участок линии по Арзамасскому шоссе. А в 1964 году была открыта линия по улице Пушкина, восстановив прямое сообщение между Мызой и площадью Лядова.
В 1962 году, в связи со сложностью привлечения на работу кондукторов, трамвайно-троллейбусное управление начало внедрять бескондукторный метод сбора выручки (при помощи касс-копилок). Рост затрат, увеличение протяжённости поездок привели к тому, что в 1963 году предприятие стало убыточным. В борьбе за снижение расходов на предприятии стали внедряться элементы хозрасчёта.
В 1965 году был открыт для движения новый Молитовский мост через Оку. По мосту прошла новая трамвайная линия, коротким путём соединившая Молитовскую линию и линию по Автозаводскому шоссе с площадью Лядова.
В 1958—1961 годах на линиях появились вагоны типов ЛМ-49 и ЛП-49, ЛМ-57 ленинградского производства, а также вагон РВЗ-6 с косвенной системой управления. Для размещения всё большего числа вагонов требовались новые площадки. В 1959 году открылся Восточный ремпункт, филиал депо № 2 (сейчас на его месте троллейбусное депо № 3). На окраине города начато было строительство депо № 3, которое открылось в 1965 году. В том же году началось строительство нового депо в Нагорном микрорайоне, куда в конце 1968 года переехало депо № 1, располагавшееся до того в Кремле. К новому депо от Лапшихинского кольца вёл новый участок длиной в 1 км.
В течение 1957—1962 годов было проведено значительное расширение энергохозяйства, всего было введено в строй пять электроподстанций. В 1965 году была начата программа развития энергохозяйства, предусматривавшая введение в строй по крайней мере одной подстанции каждый год. За 12 последующих лет было построено 13 подстанций. В течение 1967—1972 годов была выполнена замена ртутных выпрямителей на полупроводниковые, было внедрено телеуправление подстанциями.
В 1968 году была проведена реконструкция Похвалинского съезда, в ходе которой трамвайные пути были вынесены на обособленное полотно в стороне от проезжей части, а в 1970—1971 годах был проведён капитальный ремонт Канавинского моста.
В те же годы была сооружена линия по улице Новикова-Прибоя, служащая для подвоза рабочих к ряду промышленных предприятий; к конечной станции «Игарская улица» была также доведена и этновская линия. Позже, однако, связь между этновской линией и линией по улице Новикова-Прибоя была разорвана при подготовке переноса на последнюю трассы автомагистрали М7 Москва—Казань; два кольца расположились по разные стороны проезжей части.
Активно проводились ремонты трамвайных путей, с 1971 года для повышения их долговечности стали применяться железобетонные шпалы.
В начале 70-х годов в город стали поставляться вагоны ЛМ-68 («аквариум») и КТМ-5 (позже — КТМ-5М3); были полностью выведены из эксплуатации деревянные вагоны довоенного производства. Новые вагоны сцеплялись по два, а потом и по три в поезда, работающие по системе многих единиц (СМЕ). Часть устаревающих вагонов МТВ-82 была переделана в безмоторные прицепы к моторным вагонам.
Несмотря на развитие сети линий и рост перевозок пассажиров, роль трамвая в городе начиная с 60-х годов постепенно снижалась. В городе интенсивно развивались другие виды транспорта: троллейбус и автобус. Несмотря на то, что себестоимость перевозок на трамвае была значительно ниже, троллейбус, а в особенности автобус не требовали для запуска больших капитальных затрат, что было важно для обеспечения транспортом новых районов. Кроме того, несмотря на большой прогресс в конструкциях трамваев, за этим видом транспорта закрепилось реноме «устарелого». Выдвигались даже предложения о повсеместной замене трамвая троллейбусом.
Положение электротранспорта в целом осложнилось значительным снижением капитальных вложений во второй половине 70-х годов. Начавшаяся было прокладка трамвайной линии через строящийся Мызинский мост была прекращена. Нехватка средств затрудняла проведение капитальных ремонтов вагонов.

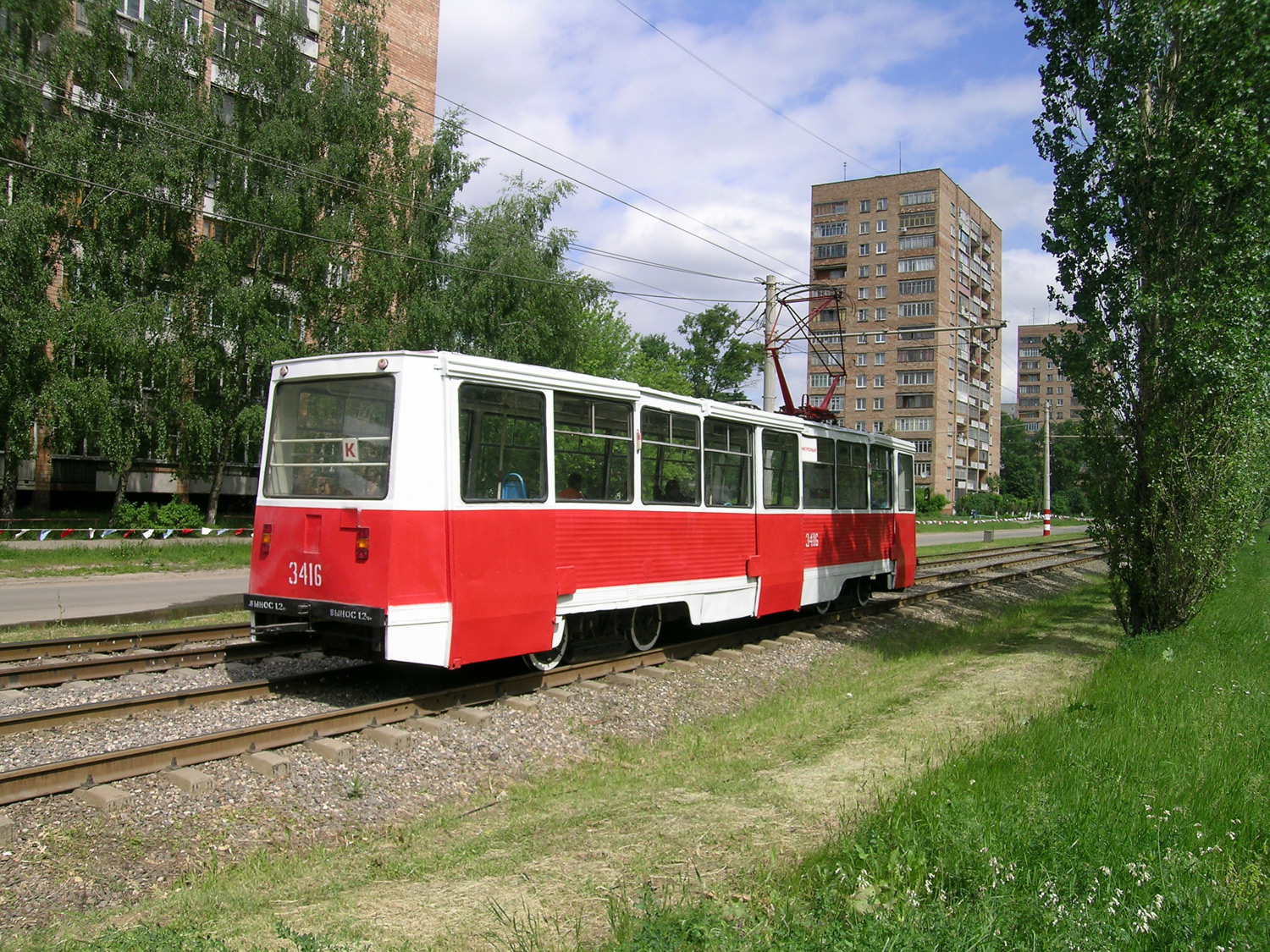
Трамвай на бывшей линии на проспекте Ленина

### Период строительства метрополитена
Несмотря на то, что трамвайная сеть хорошо охватывала город и проходила по важнейшим трассам, выдвигавшиеся предложения о создании на её основе системы скоростного рельсового транспорта в форме скоростного трамвая были отвергнуты. В конце 1977 года было начато строительство метрополитена.
Трасса метрополитена первого, второго и третьего пускового комплексов (ввод в строй действующих, соответственно, в 1985, 1987 и 1989 годах) целиком дублировала существующую трамвайную линию. На отдельных участках тоннели метрополитена строились непосредственно под путями трамвая. Для проведения работ по строительству станций, выполнявшихся открытым способом, трамвайное полотно неоднократно переносилось. Многократные переносы трамвайного полотна практически остановили любые иные капитальные работы на трамвайных объектах, а также вызывали многочисленные приостановки трамвайного движения. Работники трамваев также привлекались к строительству метро.
Несмотря на то, что сооружение новых линий остановилось, перемены в трамвайном хозяйстве продолжались. С 1978 года в Горький начались поставки вагонов чехословацкого производства Татра Т3. Хоть эти вагоны и увидели свет всего на три года позже, чем привычные РВЗ-6, тогда они казались горьковчанам модной новинкой. В 1978 году был произведён перенос трамвайных путей у Московского вокзала. Было пущено одностороннее кольцо по улицам Даля, Литвинова и Вокзальной до улицы Канавинская, ещё одностороннее кольцо проложили по улицам Прокофьева, Канавинская, Даля и Чкалова. Линия на площади Революции от улицы Советской до улицы Даля демонтирована. Маршруты № 9 и 16 — отменены, трассы маршрутов № 1, 3, 4, 10, 12 прошли по новым путям.
Кроме этого, открылись маршруты № 23 «Московский вокзал — Чёрный пруд» (через Молитовский мост), № 24 «Московский вокзал — Игарская» (через проспект Ленина), № 25 «улица Игарская — Малышево», № 26 «Соцгород — Гнилицы». В 1978 году открыты новые линии по проспекту Жданова от площади Толбухина до 52 квартала и улицы Красных Партизан от проспекта Кирова до проспекта Жданова. Продлены маршруты № 17 «улица Игарская — 52 квартал» (через проспекта Жданова) и № 22 «улица Игарская — 52 квартал» (через проспект Кирова).
Также в 1978 году была построена линия по улице Глеба Успенского от улицы Космонавта Комарова до улицы Грекова. Был продлён маршрут № 3 «Московский вокзал — парк „Дубки“». Открыта линия[когда?] по улице Надежды Сусловой от улицы Кузнечихинской до улицы Генерала Ивлева. Был продлён маршрут № 19 «Мыза — Трамвайное депо № 1» и открыт № 27 «Московский вокзал — Трамвайное депо № 1» (через Похвалинский съезд). Число маршрутов достигло исторического максимума.
В 1984 году было ликвидировано движение по Молодёжному проспекту от проспекта Ленина до ул. Красных Партизан. Трасса маршрута № 17 переведена на проспект Кирова. Маршрут № 10 отменён.
В 1986 году открыто движение по ул. Красных Партизан, Строкина от проспекта Кирова до ул. Пермякова. Продлены маршруты № 11 «Соцгород-2 — пл. Лядова» и № 12 «Московский вокзал — Соцгород-2». Маршруты № 13, 21, 22, 24, 26 отменены.
При строительстве станции метро «Парк Культуры» в 1988 году были демонтированы пути с проспекта Жданова от ДК ГАЗа до улицы Красных Партизан.
6 ноября 1987 года был открыт маршрут № 21 «парк „Дубки“ — Чёрный пруд» и был продлён маршрут № 23 «Московский вокзал — Сенная площадь». Маршруты № 12, 25 были отменены.
В 1990 году были открыты маршруты № 12 «Соцгород-2 — станция метро „Автозаводская“», № 16 «Малышево — станция метро „Автозаводская“», № 22 «Соцгород-2 — ул. Игарская». Маршрут № 11 был изменён: «пл. Лядова — ул. Игарская».

## Современный период
В 1993 году были сокращены маршруты № 21 «Чёрный пруд — парк „Дубки“» (ходил только по улице Ильинской) и № 23 «Московский вокзал — площадь Лядова» (через Молитовский мост).
В 1996 году был открыт маршрут № 26 «Московский вокзал — Трамвайное депо № 1» (через Молитовский мост и улицу Бекетова). Был сокращён маршрут № 17 «станция метро „Автозаводская“ — 52 квартал». Маршруты № 12 и 16 были отменены.
В 1999 году были запущены маршруты № 9 «Московский вокзал — улица Маслякова» (по Канавинскому мосту), № 24 «Московский вокзал — улица Маслякова». Был продлён маршрут № 17 «ул. Игарская — 52 Квартал». В 2000 году маршрут № 24 отменён.
В 2002 году маршрут № 23 был закрыт, № 24 был восстановлен по трассе, работавшей до его закрытия. В 2003 году был открыт маршрут № 20 «Соцгород 2 (ул. Строкина) — Гнилицы», маршрут № 22 сокращён: "Соцгород 2 — станция метро «Автозаводская».
При косметическом ремонте Мызинского моста в 2003 году с него убрали трамвайные пути, находившиеся на нём с момента постройки моста, но не соединённые с основной трамвайной сетью. Летом 2004 года были демонтированы рельсы в Чернопрудском переулке, что привело к столпотворению вагонов разных маршрутов на конечной остановке «Чёрный пруд».
При строительстве Горьковского метрополитена в 1977-85 годах на большинстве участков первой очереди «Московская — Пролетарская» был применён экспериментальный метод монолитной пресс-бетонной обделки тоннелей. В сильно обводнённых грунтах метод не оправдал возлагавшихся на него надежд; бетон не набрал прочность. Обделка на таких участках стала постепенно разрушаться и пропускать значительное количество воды в тоннель. Экспертиза, обследовавшая тоннель в 2004 году, дала рекомендацию ради замедления процесса разрушения тоннеля закрыть движение трамваев по линии, расположенной над ним. 15 августа 2004 года был отменён маршрут № 11, и участок путей по проспекту Ленина от станции метро «Пролетарская» до управления ГЖД стал использоваться только как служебная ветка; были озвучены планы по демонтажу этой линии. Линии по проспекту Ленина от улицы Новикова-Прибоя до улицы Октябрьской Революции были сняты с 2007 года. 1 ноября 2004 года был отменён маршрут № 20.
Тогда же было озвучено намерение убрать трамвай с Похвалинского съезда под тем предлогом, что наличие трамвайных путей на нём стесняет движение автомобильного транспорта и служит образованию транспортных заторов. 10 мая 2005 года движение трамваев было закрыто: в связи с прокладкой канализационного коллектора трамвайные пути со съезда были убраны для переноса проезжей части в сторону от зоны работ. После же их завершения трамвай туда не вернулся. В период с 11 по 14 мая 2005 года была демонтирована линия по Похвалинскому съезду от Канавинского моста до ул. Маслякова. Отменены маршруты № 9, 24. Маршрут № 27 перенаправлен на улицы Ильинскую и Рождественскую. 31 августа 2005 года открыт маршрут № 10 «Мыза — Московский вокзал» (через Молитовский мост)

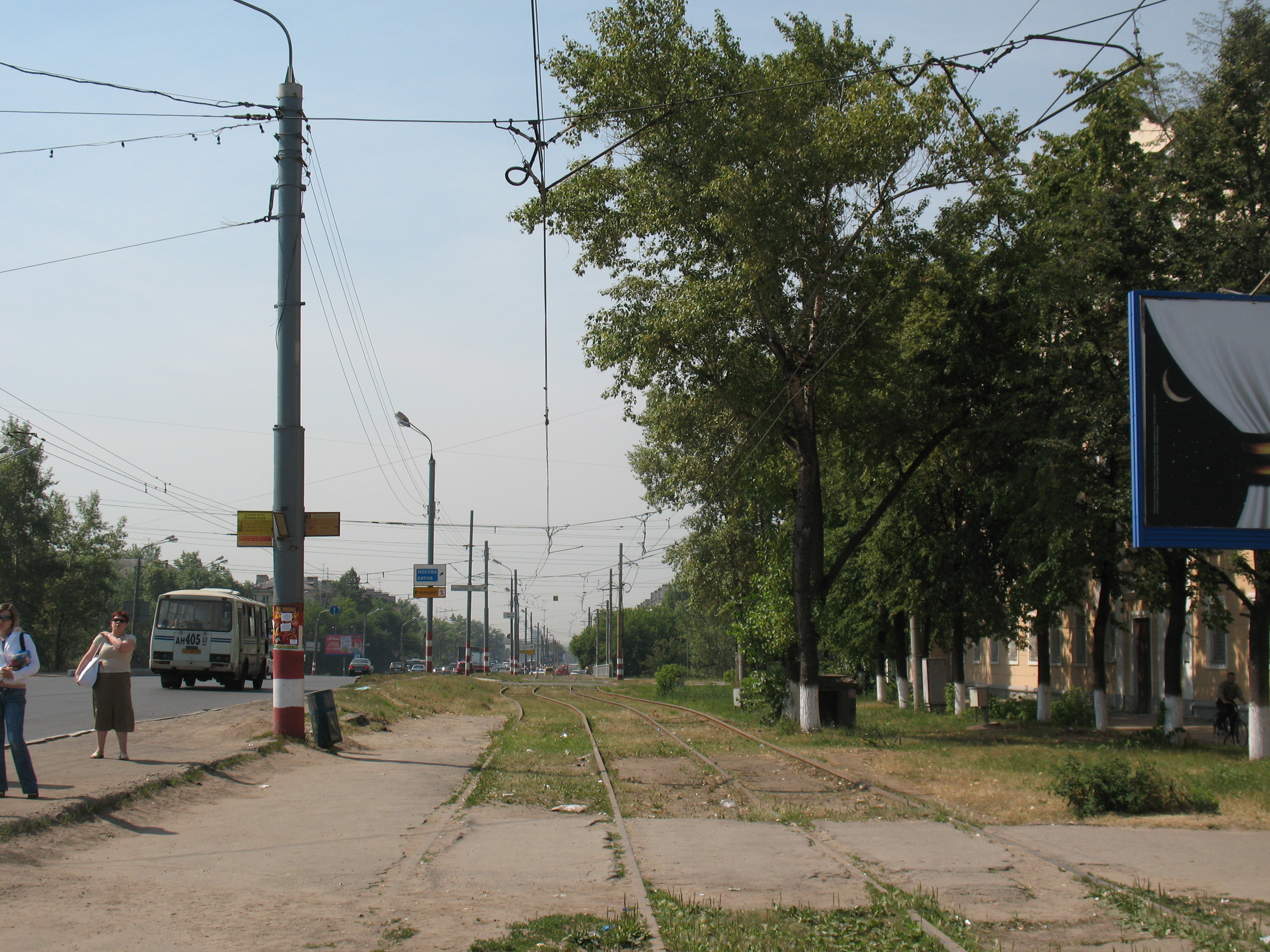
Заброшенная трамвайная линия на Проспекте Ленина у метро Ленинская (2007)

Поздней осенью 2006 года был восстановлен трамвайный переход через улицу Новикова-Прибоя в районе конечной станции «улица Игарская». С 1 февраля 2007 года было прекращено технологическое движение трамваев между Управлением ГЖД и станцией метро «Пролетарская», а с 1 августа 2007 года начался постепенный демонтаж путей, полностью пути на этом участке были демонтированы к концу 2008 года. В феврале 2007 года маршруты № 4 и № 17 были объединены, организован маршрут № 417 «Московский вокзал — Улица Игарская — 52 квартал».
Зимой 2005—2006 года городская администрация решила также убрать трамвайные пути с Окского съезда и Молитовского моста, пообещав заменить трамвай автобусом. По результатам многочисленных протестов общественности это решение было отменено. В 2011 году началась обещанная мэрией реконструкция съезда с расширением проезжей части при сохранении трамвайного движения.
18 апреля 2009 года, на основе проведённых обследований конструкции с целью предотвращения дальнейшего её разрушения, было приостановлено трамвайное движение по Канавинскому мосту. 5 апреля 2010 года движение общественного транспорта по нему было перекрыто полностью. Осенью того же года, после завершения первой очереди ремонтных работ, на мост вернули почти все маршруты маршрутных такси и автобусов. Движение больших автобусов было восстановлено в июне 2011 года, но трамвайные пути с моста демонтировали, также были демонтированы пути с площади Ленина и улицы Советской. Поэтому, с лета 2011 года трамвайный маршрут № 1 ходит от Чёрного пруда до Московского вокзала через Молитовский мост и ул. Ильинскую. Было построено разворотное кольцо для трамваев в конце улицы Рождественской, на Благовещенской площади и введён маршрут 1К «Чёрный пруд — Благовещенская площадь», а также снова был открыт видоизменённый маршрут № 9 «Благовещенская площадь — Московский вокзал» (через Зеленский съезд, улицу Красносельскую и Молитовский мост). Маршрут № 27 также был перенаправлен с улиц Ильинской, Рождественской и Советской на Молитовский мост и далее на Московский вокзал.
Осенью 2011 руководство города[кто?] заявило[где?] о необходимости не только сохранения, но и развития нижегородского трамвая. В частности, рассматривалась возможность продления Мызинской линии или строительства скоростной линии по Анкудиновскому шоссе. Однако, с тех пор дальше заявлений дело не пошло.
17 декабря 2011 года на период реконструкции площади Лядова и прилегающих улиц, в частности, улицы Красносельская, был закрыт маршрут № 10 (после завершения реконструкции маршрут не был восстановлен).
11 апреля 2012 года, после оползня на Зеленском съезде, движение трамваев по нему было приостановлено. 15 декабря 2012 года движение трамваев по Зеленскому съезду восстановлено. Маршруту «Чёрный пруд — Благовещенская площадь» был изменён номер с 1К на 11, а маршрут № 9 восстанавливать не стали. 28 мая 2016 года движение трамваев № 1 и № 21 по Молитовскому мосту было прекращено, в связи с ремонтом путей, трамвайный маршрут № 27 был сокращён до площади Лядова. Затем он был продлён с 20 июня до Чёрного пруда по ул. Ильинская и Добролюбова. Трамвайные маршруты № 1 и № 21 были восстановлены 4 ноября 2016 года. 27 маршрут, тем не менее, остался в виде «Чёрный пруд — ул. Ивлиева». На маршрутах № 1 и № 21 сократилось количество вагонов, в том числе с 21 маршрута убрали вагоны, сцепленные по СМЕ, также как и с маршрутов № 3 и № 8.
22 декабря трамвайный маршрут № 27 был возвращён на Московский вокзал, маршрут № 18 стал разворачиваться не на Лапшихе, а у трамвайного депо № 1. 28 мая 2018 года трамвайный маршрут № 5 продлён до улицы Маслякова, а трамвай № 18 перестал делать заезд к трамвайному депо № 1 и опять стал полностью кольцевым. С лета 2018 года на трамвайные маршруты № 5 и № 21 в целях улучшения снабжения пассажиров трамваем в часы пик вновь были выпущены вагоны, сцепленные по СМЕ, а трамвай № 1 из-за невысокого пассажиропотока стал «пиковым»: работает в будние дни, в часы пик, по выходным выпуска нет.
С 2019 года на маршрут трамвая № 3 выпускаются вагоны КТМ 5 и КТМ 19 из депо № 3.
В связи с концессионными работами по ремонту трамвайных путей трамвайный парк номер 2 закрыт на реконструкцию. Весь оставшийся подвижной состав был передан в трам. парки номер 1 и номер 3. К тому времени начинается активное списание вагонов Татра т3 КВР "Фобос - ТС", КТМ-5М3 и КТМ-5А3 и Татра т3SU КВР ТРЗ и 71-403 и 71-407, МТТЕ и МТТЧ, 71-619КТ и 71-619А и 71-608КМ, срок эксплуатации которых превышает около 20 лет. На замену им пришли новые вагоны, созданные на Российско-Белорусском объединении СП "НижЭкоТранс" моделями БКМ-Т811 "МиНиН" и будущими моделями трамвая БКМ-Т856 "МиНиН". Они будут заменять  списанные пассажирские вагоны.